# Timur Bolat
Timur Bolat (Ulán Bator, 14 de mayo de 1989) es un deportista uzbeko que compitió en judo. Ganó dos medallas de bronce en el Campeonato Asiático de Judo en los años 2009 y 2011.

## Palmarés internacional
| Campeonato Asiático | Campeonato Asiático | Campeonato Asiático | Campeonato Asiático |
| Año                 | Lugar               | Medalla             | Categoría           |
| ------------------- | ------------------- | ------------------- | ------------------- |
| 2009                | Taipéi (Taiwán)     | Medalla de bronce   | –90 kg              |
| 2011                | Abu Dabi (EAU)      | Medalla de bronce   | –90 kg              |